# Werknemersbetrokkenheid
Werknemersbetrokkenheid is de mate van betrokkenheid van de werknemer om een bijdrage te leveren aan het succes van de organisaties alsook de persoonlijke tevredenheid.
Als een individu de mogelijkheid krijgt om zich te ontwikkelen binnen een organisatie, leidt dat tot een verhoogde werknemersbetrokkenheid. Betrokken werknemers zijn emotioneel betrokken bij de organisatie, geven om de toekomst van de organisatie en zijn enthousiaster over hun werk. Daardoor zullen betrokken werknemers zich meer inzetten voor hun werk en eerder bereid zijn om mee te werken aan het ontwikkelen van de organisatie.
Per land verschilt de werknemersbetrokkenheid. Een onderzoek naar de acceptatie van programma’s voor werknemersbetrokkenheid in vier landen, waaronder de Verenigde Staten en India, bevestigde hoe belangrijk het is om de programma’s aan te passen aan de nationale cultuur. In vrijwel ieder West-Europees land is in bedrijven representatieve participatie wettelijk voorgeschreven. Dit houdt in dat werknemers zelf niet rechtstreeks deelnemen aan besluitvorming, maar daarbij vertegenwoordigd worden door een kleine groep werknemers. Dit noemt men wel eens de ‘vorm van werknemersbetrokkenheid die wereldwijd het meest bij wet is vastgelegd’.